# Mary Beth Peil
Pour les articles homonymes, voir Peil.
Mary Beth Peil est une actrice américaine née à Davenport (Iowa) le 25 juin 1940. On a notamment pu la voir dans Dawson et The Good Wife.

## Filmographie

### Cinéma
- 1992 : Jersey Girl de David Burton Morris
- 1998 : Drôle de couple II de Howard Deutch
- 1999 : Advice from a Caterpillar de Don Scardino
- 2004 : Et l'homme créa la femme de Frank Oz
- 2006 : Shortbus de John Cameron Mitchell
- 2006 : Mémoires de nos pères de Clint Eastwood
- 2007 : The List de Gary Wheeler
- 2008 : Mirrors d'Alexandre Aja
- 2013 : Contest d'Anthony Joseph Giunt : Angela Maria Tucci
- 2016 : Beauté cachée de David Frankel : Whit's mother
- 2018 : Here and Now de Fabien Constant

### Télévision
- 1994 : New York, police judiciaire (saison 5, épisode 4) : Dr. Emma Hiltz
- 1998 - 2003 : Dawson : Evelyn Ryan
- 2001 : The Job (saison 1, épisode 5) : Peg Bermance
- 2005 : New York, unité spéciale (saison 7, épisode 11) : Deborah Boyd
- 2009 : Fringe (saison 1, épisode 12) : Jessica Warren
- 2009 - 2016 : The Good Wife : Jackie Florrick
- 2020 : Katy Keene : Loretta Lacy

### Théâtre
- 1985 : Le Roi et moi : Anna Leonowens
- 2003 : Nine : Mère de Guido
- 2008 : Sunday in the Park with George : Vieille femme / Blair Daniels
- 2010–11 : Women on the Verge of a Nervous Breakdown || Concierge de Pepa
- 2011–12 : Follies : Solange LaFitte
- 2015 : The Visit : Matilde Schell
- 2016, 2017 : Anastasia : Dagmar de Danemark
- 2016–17 : Les Liaisons dangereuses : Madame de Rosemonde

## Anecdotes
Elle fait une apparition dans la série Fringe dans laquelle elle retrouve Joshua Jackson l'un de ses partenaires dans la série Dawson.